# Șcheia (okręg Jassy)
Șcheia – wieś w Rumunii, w okręgu Jassy, w gminie Șcheia. W 2011 roku liczyła 1081 mieszkańców.